# サッポロライオン
株式会社サッポロライオンは、サッポロホールディングス傘下の外食事業者である。ビアホール「銀座ライオン」や「ヱビスバー」などを運営する。

## 概要
創業は1899年（明治32年）8月4日で、東京市京橋区南金六町五番地（後の銀座8丁目）にサッポロビール（法人としてはサッポロホールディングス）の前身である日本麦酒醸造が日本初の「恵比壽ビヤホール」をオープンしたことに由来する。
法人としては1936年（昭和11年）11月16日に大日本麦酒から外食部門が独立した共栄株式会社が前身。創立日は第二次世界大戦後の1949年（昭和24年）9月1日、親会社である大日本麦酒の分割に伴い、共栄も2つに分割されて日本共栄株式会社（もう一つは朝日共栄で、後の「アサヒフードクリエイト」）が設立された日としている。社名は日本共栄（1949年から1966年）、サッポロ共栄（1966年から1979年）、サッポロライオン（1979年以降）と変遷している。
社名と屋号の由来となる「ライオン」は、1911年（明治44年）8月10日に銀座尾張町角（後の銀座4丁目交差点）に築地精養軒が開店した「カフェー・ライオン」で、昭和6年（1931年）6月に大日本麦酒（サッポロビールの前身）に経営が移管されて同年8月30日に「ライオンヱビスビヤホール」となった。後に同地にはサッポロ銀座ビル（1970年から2014年）、銀座プレイス（2016年以降）が建設され、一貫して銀座ライオン（ビヤホールライオン）が営業を行っている。
第二次世界大戦後、日本麦酒（→「サッポロビール」）の傘下。サッポロビールがビールブランドを「ニッポンビール」と「サッポロビール」の2種類から「サッポロビール」に統合した際には、「ニッポンビアホール」の店名で運営していた店舗は「サッポロビアホール」に変更した。

## 沿革
- 1899年（明治32年）8月4日 - 東京市京橋区南金六町五番地に日本麦酒醸造により「恵比壽ビヤホール」が開店。創業日。[3]
- 1906年（明治39年） - 大日本麦酒株式会社が設立。[3]
- 1911年（明治44年）8月10日 - 銀座尾張町角に築地精養軒により「カフェー・ライオンが開店。「ライオン」の由来となる店舗の創業。[3]
- 1918年（大正7年）7月5日 - 京橋区竹川町に「銀座ビヤホール」が開店。[3]
- 1931年（昭和6年）6月 - 築地精養軒から大日本麦酒に「カフェー・ライオン」が経営移管され直営化。[5]
- 1934年（昭和9年）4月8日 - 関東大震災で焼失した銀座ビヤホールの跡地に菅原栄蔵設計による大日本麦酒本社ビルが竣工。同ビルのテナントとして銀座ビヤホール（後の「ビヤホールライオン銀座七丁目店」）が営業。[3]
- 1936年（昭和11年）11月16日 - 大日本麦酒から外食部門が子会社として独立し、共栄株式会社が設立。[3]
- 1949年（昭和24年）9月1日 - 過度経済力集中排除法の適用により、大日本麦酒が分割対象となる。子会社である共栄は日本共栄株式会社と朝日共栄株式会社に分割される[6]。法人の創立日[3]。
- 1957年（昭和33年）
  - 4月1日 - 日本共栄が株式会社サッポロビヤホール（札幌市、1953年に日本共栄札幌支店から分離）、株式会社広島ニッポンビヤホール（広島市、1956年設立）、株式会社ニッポンビヤホール（福岡市、1952年設立）を吸収合併。[7]
  - 6月 - 吾妻橋ビアホール、ユニオンクラブをアサヒビール系列の株式会社ニューアサヒへ譲渡<。この2店舗は共栄分割時に日本共栄運営となっていたが、アサヒビールを扱っていた。[7]
- 1966年（昭和41年）2月9日 - サッポロ共栄株式会社に社名変更。[8]
- 1979年（昭和54年）9月1日 - 株式会社サッポロライオンに社名変更。[3]
- 1988年（昭和63年）9月26日 - 東京証券取引所第2部に上場。[3][9]
- 2003年（平成15年）7月1日 - サッポログループの再編により、サッポロビールから社名を変更した純粋持株会社のサッポロホールディングスの完全子会社となり、上場廃止。[10]
- 2013年（平成25年）1月1日 - ポッカサッポロフード&ビバレッジ傘下のPokka Food(Singapore)Pte.Ltd（ポッカフードシンガポール）の全株式を譲受し完全子会社化。4月1日付でSAPPORO LION(SINGAPORE)PTE.LTD（サッポロライオンシンガポール）に社名変更。[11]
- 2015年（平成27年）1月1日 - 株式会社ニュー三幸（小樽市、ビアホール運営）を子会社化。[3]
- 2016年（平成28年）6月1日 - 株式会社マルシンカワムラ（札幌市、飲食）、株式会社銀鱗水産（札幌市、小売）を子会社化。[3]
- 2017年（平成29年）2月 - 本社を東京都中央区八丁堀4-3-3 Daiwa京橋ビル[12]から、東京都渋谷区恵比寿1-23-23 恵比寿スクエアに移転。
- 2019年（令和元年）8月1日 - 株式会社ハンエイ（大阪市、飲食）を子会社化。[3]
- 2023年（令和5年）1月1日 - 北海道事業部とニュー三幸、マルシンカワムラを統合し株式会社北海道サッポロライオンを創立。[3]

## 店舗ブランド
約30業態を運営。
- ビアホール「銀座ライオン」
- プライベートダイニング「点」
- 「ヱビスバー」
- 「ビヤホールライオン」
- 「BEER＆WINE GRILL銀座ライオン」
- 炉端料理「かこいや」
- 和食店「入母屋」
- 「音楽ビヤプラザ ライオン」
- 「銀座クラシックホール」

など。

## 著名な店舗

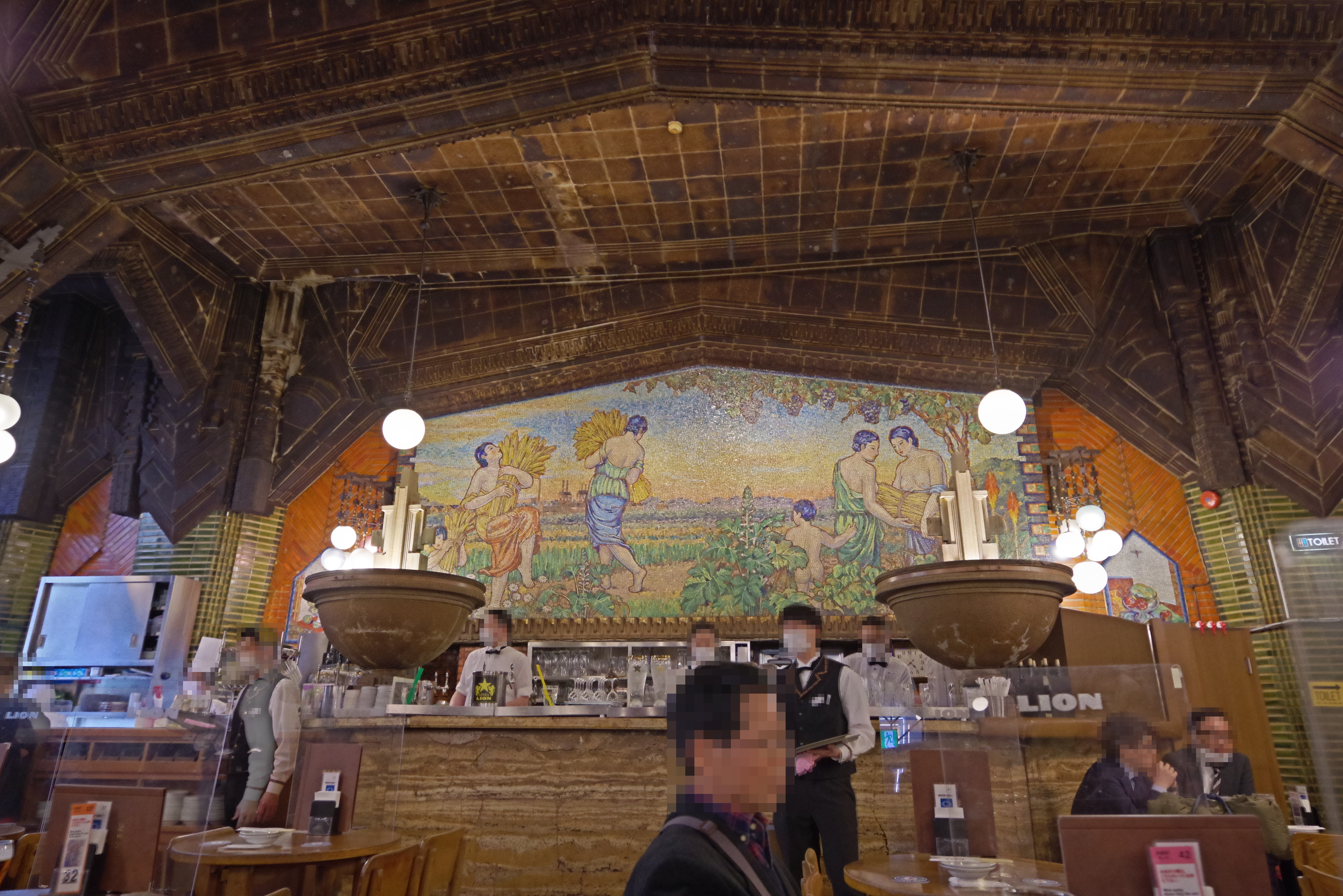
現存日本最古のビアホール、銀座ライオン銀座7丁目店

- ライオンビアホール銀座五丁目店 - 「カフェー・ライオン」創業地で営業。
- ライオンビアホール銀座七丁目店 - 日本に現存する中では最古のビアホール。大日本麦酒本社ビル1階のテナント時代から同じ場所で営業。2021年登録有形文化財[14]。

## 関連会社
- 大日本麦酒 - 大元の前身企業。現在のサッポロビール、アサヒビールの前身。
- 築地精養軒 - カフェー・ライオンを設立した飲食事業の企業。後に「カフェー・ライオン」を大日本麦酒に移管。
- 北海道共栄 - 北海道札幌市に所在した共栄時代の関連企業。北海道におけるビヤホール運営。1949年に解散し、日本共栄札幌支店へ移行。[15]
- 名古屋共栄 - 共栄時代の関連企業。1949年に解散し、日本共栄名古屋支店へ移行。[15]
- 九州共栄 - 共栄時代の関連企業。九州におけるビヤホール運営。1949年に解散し、朝日共栄傘下となる。[15]
- サッポロホールディングス - 親会社で大日本麦酒（日本麦酒・札幌麦酒）の流れをくむ企業。現在は持株会社。
  - サッポロビール - サッポロビールの製造を行っている現業会社。
  - 新星苑 - サッポロビール園などを運営する企業。旧・株式会社サッポロビール園。ニユートーキヨーとの共同出資会社。
- アサヒグループホールディングス - 大日本麦酒（朝日麦酒）の流れをくむ企業。現在は持株会社。
  - アサヒフードクリエイト - アサヒフードシステムから営業譲渡を受けたアサヒグループの企業。共栄から分割された朝日共栄（→「アサヒフードシステム」）の流れをくむ。
- 三井物産 - ライオン新橋店の入居しているビルへ社員クラブを開設し運営を委託（1964年 - 1976年）。法人向け受託営業の開始のきっかけ。[9]